# Parco archeologico di Sibari
Il Parco archeologico di Sibari si trova a Cassano all'Ionio, nella frazione di Sibari, località Parco Del Cavallo, Casa Bianca, in provincia di Cosenza. Si tratta del sito di una delle più ricche e importanti città greche della Magna Grecia. I reperti degli scavi sono conservati nel Museo archeologico nazionale della Sibaritide.

## Storia
La zona della Sibaritide fu il centro della civiltà degli Enotri, che ebbe la massima fioritura nell'Età del ferro, prima di essere spazzati via dai coloni greci giunti dall'Acaia nel 730-720 a.C. circa. I Greci sconfissero e ridussero i locali alla schiavitù, quindi fondarono Sibari (Sybaris), il centro della zona dove transitavano le merci provenienti dall'Anatolia, in particolare da Mileto. Nell'Antichità la ricchezza di Sibari era proverbiale, ma la sua sorte fu segnata, dopo la vittoria contro Siris (alleata a Crotone e Metaponto), dalla guerra contro Crotone. Il conflitto nacque probabilmente per ragioni di contese commerciali e culminò con la Battaglia di Nika (510 a.C.), che vide la vittoria dei crotoniati, l'assedio di Sibari e, settanta giorni dopo, la sua distruzione, per la quale venne anche deviato il fiume Crati affinché passasse sopra le rovine della città sconfitta.
I sopravvissuti di Sibari partirono per la madrepatria, dove ottennero l'aiuto di Atene per tornare in Calabria e fondare, nel 444 a.C. con altri nuovi coloni ateniesi, una nuova colonia sullo stesso sito, chiamata poi Turi. Il nuovo impianto della città fu progettato dal famoso architetto e urbanista Ippodamo. I conflitti però tra sibariti e ateniesi portò a un conflitto interno, che culminò con la cacciata dei sibariti.
Nel 194 a.C. la città fu fondata nuovamente come colonia romana con il nome di Copiae, che fu presto cambiato nuovamente in Thurii. Continuò ad essere in un certo qual modo un luogo importante, posta in una posizione favorevole e in una regione fruttifera, e sembrerebbe che non sia stata completamente abbandonata fino al Medioevo.
Dimenticata in seguito, i suoi resti vennero individuati scavati a partire dal 1932 e con particolare intensità dal 1969. Tutt'oggi sono aperti vari cantieri, per cui lo scavo è ancora lontano da essere esaurito.
Il 18 gennaio 2013 una forte alluvione ha provocato un allagamento all'area archeologica di Sibari, a causa anche dell'incuria locale. 20.000 metri cubi d'acqua hanno coperto interamente il parco archeologico.

## Descrizione
Gli insediamenti protostorici sono testimoniati da alcuni siti della zona, come Castiglione di Paludi, dove esistono i resti di una necropoli dell'Età del ferro, databile al IX-VIII secolo a.C., oppure Torre Mordillo, dove furono riconosciute oltre trecento sepolture ad inumazione dell’Età del Ferro, anche se quelle catalogate ammontano a 229, in gran parte ascrivibili alla fase del Primo Ferro 2A (fine XI-metà VIII a.C.) 
I resti della città testimoniano inequivocabilmente l'impianto razionale ellenistico di Ippodamo, con strade che si intersecano ortogonalmente, mentre è scomparsa quasi ogni traccia della città precedente.
Nella zona del "Parco del Cavallo" restano alcuni tra i resti più significativi, risalenti all'età romana. Si tratta di un quartiere organizzato in due grandi plateiai e un teatro.
Nelle zone "Prolungamento Strada" e "Casa Bianca" si trovano altre sezioni. "Casa Bianca" in particolare ha una zona edificata del IV secolo a.C., con una torre circolare. Stombi infine mostra una zona urbana a insediamento misto, solo in parte riedificata dopo il 510 a.C., con alcune fondazioni di età arcaica, tra le quali un edificio modesto, pozzi e fornaci.

## Scavi archeologici

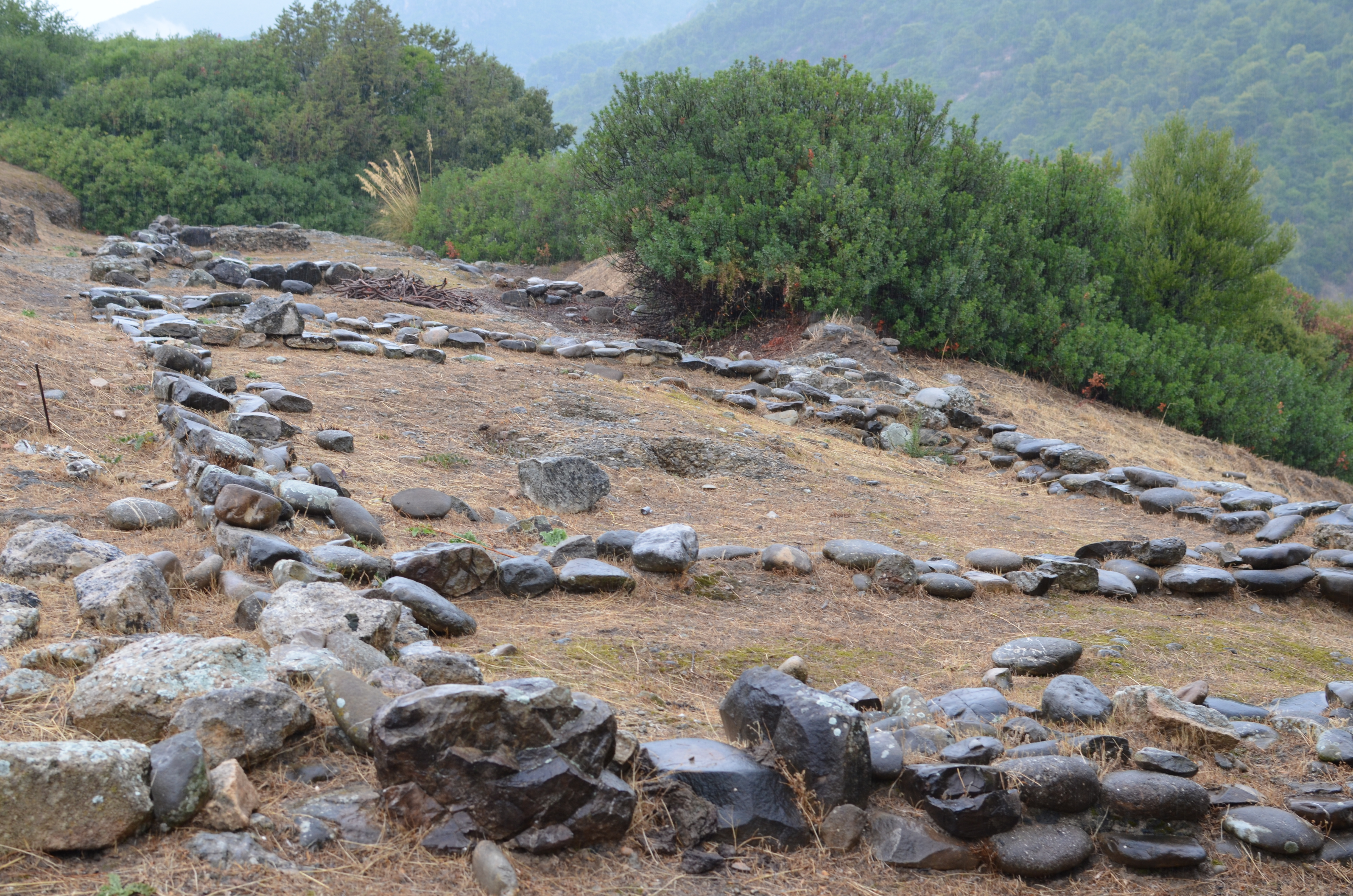
I ritrovamenti di Timpone della Motta

Le esplorazioni archeologiche nella prima metà del Novecento si erano limitate ad alcuni sopralluoghi da parte di Umberto Zanotti Bianco e, in seguito, anche di Paola Zancani Montuoro, che avevano consentito di mettere in luce resti di strutture antiche (essenzialmente di età romana, risalenti alla colonia latina di Copia, sorta sul sito di Thurii) nell'area di Parco del Cavallo. Campagne di scavo estensive e in profondità erano rese difficili dalle condizioni del terreno acquitrinoso e dalla falda affiorante, tale da richiedere un consistente supporto tecnico per l'aspirazione e il drenaggio dell'acqua. Solo alla fine degli anni Sessanta del Novecento si riuscì a varare un programma sistematico di scavi a Sibari e fra il 1969 e il 1974 vennero condotte regolari campagne di scavo, con saggi nelle località di Parco del Cavallo, Stombi, Prolungamento strada e Casa Bianca.
Esse misero in luce, oltre ai noti resti di età romana, strutture risalenti all'età arcaica e classica, riferibili pertanto sia alla Sibari arcaica che ai successivi insediamenti fino a Thurii. I materiali, in massima parte soggetti a processi di fluitazione e dilavamento, corrispondevano a queste fasi cronologiche ma permettevano anche di risalire all'ultimo quarto dell'VIII secolo a.C. e, quindi, all'epoca della presunta fondazione di Sibari, ovvero, ~720 a.C. Essi trovavano conferma e, in seguito, furono ulteriormente supportati dai ritrovamenti fatti nelle aree immediatamente a ridosso della piana di Sibari, come Francavilla Marittima (Timpone della Motta) e Torre del Mordillo.

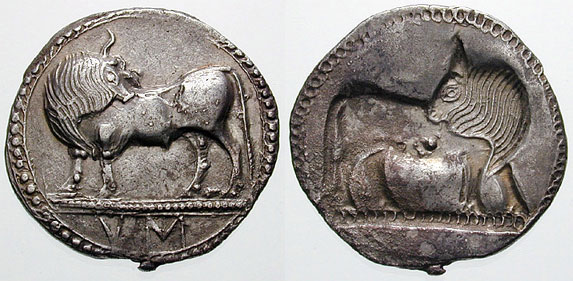
Moneta incusa di Sibari. Circa 550-510 a.C.

Nel frattempo l'intensificarsi delle ricerche di superficie e degli scavi in siti della Calabria settentrionale ha consentito di dare sempre maggiore consistenza alle ipotesi storiche formulate sull'antica Sibari e sul suo "impero". A partire dalla fine degli anni Novanta e fino ad oggi, una missione composta da archeologi di diverse Università italiane e straniere, della Scuola Archeologica Italiana di Atene e da archeologi greci ha intrapreso un progetto di scavi regolari a Sibari, grazie al quale la conoscenza archeologica del sito si è enormemente ampliata. Notevole importanza hanno avuto, inoltre, le ricerche archeologiche nelle località poste ai limiti della piana di Sibari: siti come Francavilla Marittima erano noti archeologicamente molti decenni prima di Sibari stessa. Infatti ricerche condotte nel 1879 e ancora nel 1887 avevano portato alla scoperta di una vasta necropoli dell'età del ferro, con ricchi materiali anche precedenti l'età della colonizzazione greca, ai piedi della collina.
Successivamente, anche sulla cima vennero fatte straordinarie scoperte (fra l'altro anche un'importante iscrizione greca arcaica) relative a quello che in età arcaica e classica fu un santuario greco dedicato a una divinità femminile (Hera, Athena?), ma in precedenza era stato un abitato o, secondo alcuni studiosi, un luogo di culto delle genti locali che abitavano nell'area della piana di Sibari prima dell'arrivo dei Greci. I reperti archeologici dell'antica città sono oggi custoditi nel Museo archeologico nazionale della Sibaritide.